# Amsterdam-Zuidoost
Zuidoost is een stadsdeel van de gemeente Amsterdam in de Nederlandse provincie Noord-Holland. Als formeel stadsdeel Zuidoost met een eigen volksvertegenwoordiging (eerst een deelraad, sinds 2018 een stadsdeeladviescommissie) werd het ingesteld in 1987. De oudste en bekendste wijk in het stadsdeel is de Bijlmermeer, kortweg de Bijlmer. Die naam wordt ook vaak voor het hele stadsdeel gebruikt.
Amsterdam-Zuidoost heeft een oppervlakte van 22,08 km² en telde 89.841 inwoners op 1 januari 2020.
Het grenst niet aan de rest van de stad Amsterdam, maar wordt hiervan gescheiden door de gemeenten Ouder-Amstel (in het bijzonder het dorp Duivendrecht en Amsterdam-Duivendrecht) en Diemen. Oorspronkelijk maakte het gebied deel uit van de landbouwgemeente Weesperkarspel. Toen in de jaren zestig werd besloten hier een nieuwe stad te bouwen, werd Weesperkarspel door de gemeente Amsterdam bijgestaan. Vervolgens werd het gebied op 1 augustus 1966 door Amsterdam geannexeerd. Voorafgaand aan de annexatie was afgesproken dat na 12 jaar (in 1978) dit gebied zou worden samengevoegd met de gemeente Ouder-Amstel. Die wees dat af, en zodoende bleef het bij de gemeente Amsterdam horen.
Het is daarmee het enige stadsdeel dat geen grenzen deelt met de rest van de stad Amsterdam, maar sinds 2022 wel met de gemeente Amsterdam sinds Weesp en Driemond een stadsgebied in Amsterdam vormen.
Vanwege die gescheiden ligging was Amsterdam-Zuidoost decennialang ook een aparte plaatsnaam. Per 10 januari 2014 is de naam in formele adressenbestanden en op de plaatsnaamborden gewijzigd in Amsterdam, net als de rest van de stad.
In maart 2007 werd de Bijlmermeer aangewezen als een vogelaarwijk, dat wil zeggen een probleemwijk die extra aandacht en geld zou ontvangen van de rijksoverheid. Dit had met name betrekking op de Bijlmermeer-Oost, wijk E, G en K.

## Buurten en wijken in Amsterdam-Zuidoost
- Amstel III / Bullewijk (kantoren/bedrijvengebied met de Johan Cruijff ArenA en het AMC).
- Bijlmer, het grootste deel van Amsterdam-Zuidoost; met de buurten Bijlmer-Centrum, D-buurt, F-buurt, H-buurt, E-buurt, G-buurt, K-buurt. In deze wijken liep van 1992 (tevens het jaar van de Bijlmerramp) tot 2010 een grootschalig project voor stadsvernieuwing dat het aanzicht van het gebied ingrijpend heeft veranderd. Een belangrijk winkelcentrum is de Amsterdamse Poort. Iedere maandag, donderdag en vrijdag is er markt op het Anton de Komplein, waaraan ook het stadsdeelkantoor gevestigd is.
- Gaasperdam; met de buurten Holendrecht, Nellestein, Reigersbos en Gein
- Venserpolder; dat in het noorden van stadsdeel Zuidoost ligt, tegen Diemen en Duivendrecht aan.

Tot 24 maart 2022 behoorde het dorpje Driemond ook tot het stadsdeel Zuidoost. Per 24 maart 2022 is Driemond na een gemeentelijke herindeling, waarin de gemeente Weesp is samengevoegd met Amsterdam, samen met Weesp deel gaan uitmaken van een nieuw stadsgebied.

## Parken
Veel van het groen in Amsterdam-Zuidoost is in beheer bij Groengebied Amstelland
- Nelson Mandelapark, voorheen Bijlmerpark (aan de zuidkant van de Bijlmer)
- Bijlmerweide, aan de oostkant van de Bijlmer en ten noorden van Gaasperplas
- Gaasperpark, met de Gaasperplas in Gaasperdam, nog een stuk zuidelijker dan het Nelson Mandelapark
- De Hoge Dijk (met golfbaan De Hoge Dijk, ten zuiden van Reigersbos en het AMC)
- Gaasperzoom (in Gaasperdam ten oosten van Gein)
- Broekzijdse polder, weidegebied tussen Gaasperdam en het riviertje het Gein

## Onderwijs en cultuur
Naast vele voorscholen en basisscholen zijn er in het stadsdeel ook vestigingen van ROC en HES. De kleurrijkheid van het stadsdeel komt sterk tot uitdrukking op het jaarlijkse Kwakoe Zomerfestival.

## Openbaar vervoer
NS-stations
- Amsterdam Bijlmer ArenA
- Amsterdam Holendrecht

De stations Duivendrecht en Diemen Zuid liggen niet in Amsterdam-Zuidoost, maar verzorgen wel een belangrijke rol als overstapstation op de metro en buslijnen en liggen op loopafstand van delen van Amsterdam-Zuidoost evenals Station Abcoude. Ook kan men via Amsterdam-Zuid overstappen op het metronetwerk van Amsterdam en zo de Bijlmer in Amsterdam-Zuidoost bereiken via lijn 50 die een aansluiting heeft met lijn 53 op Van der Madeweg. Sinds 1993 was er een rechtstreekse stoptreinverbinding naar Diemen-Zuid vanuit Leiden. Eind 2015 werd deze verbinding opgeheven.
Metrolijnen
- Metrolijn 50
- Metrolijn 53
- Metrolijn 54

## Bestuur
De bevolking van het stadsdeel Zuidoost wordt sinds 1987 vertegenwoordigd door de stadsdeelraad.
Vanaf 1996 eiste een groep ambtenaren en politici, die zich het Zwart beraad noemden, meer vertegenwoordiging van allochtonen in het bestuur en de ambtenarij van Zuidoost. In de jaren erna kwamen er inderdaad meer ambtenaren en deelraadsleden met een etnische achtergrond. En er kwam een zwarte stadsdeelvoorzitter, Hannah Belliot. Nadat de belangrijkste doelen waren bereikt viel de groep uiteen.
Op 29 juni 2007 werd door de Rekenkamer Stadsdelen Amsterdam een onderzoek bekendgemaakt naar belangenverstrengeling bij subsidieverstrekking. Van de 66 deelsraadsleden had 30% een nevenfunctie bij een gesubsidieerde instelling. Bij zeven raadsleden werd vastgesteld dat zij meegestemd hadden over subsidieverstrekkingen aan instellingen waar zij zelf een bestuursfunctie hadden. Het betrof vijf actieve PvdA-raadsleden, een ex-PvdA-raadslid en een ex-SP-raadslid. In het geval van André Bhola (deelraadsvoorzitter), Egbert Doest, Mala Eckhardt-Angna en Henk Lalji constateerde de rekenkamer dat zij een persoonlijk voordeel hadden genoten. Hierop liet de PvdA een tegenonderzoek uitvoeren en konden zij deel blijven uitmaken van de PvdA-fractie. Op 24 augustus 2007 is een tweede rapport uitgebracht van Bureau Integriteit Nederlandse Gemeenten (BING), dat specifiek onderzoek heeft gedaan naar de drie fractieleden in het kader van integriteit. Dit rapport wees uit dat van persoonlijke verrijking of persoonlijk voordeel geen sprake is geweest.
Het landelijk partijbestuur van de PvdA heeft na het verschijnen van het BING-rapport een Commissie van Goede Diensten, onder leiding van Dick Dolman, gevraagd haar te adviseren over een zogenoemde terugroepingsprocedure. De commissie van goede diensten heeft alle feiten beoordeeld in de maatschappelijke en politiek/bestuurlijke context van het lokaal bestuur, zowel landelijk als specifiek in Amsterdam-Zuidoost. Naar de mening van de commissie is het meewegen van die maatschappelijke en politiek/bestuurlijke context, zoals ook het BING-rapport stelt, van groot belang bij het beoordelen van de toerekenbaarheid. De commissie komt, ook na nader onderzoek waaronder o.a. een accountantsonderzoek, tot de conclusie dat van persoonlijk voordeel geen sprake is geweest. Het landelijk PvdA-bestuur heeft dan ook besloten geen terugroepingsactie in te stellen.

## Stedenband
In 2005 ging het stadsdeel een stedenband aan met Sunyani in Ghana. In 2013 werd deze stedenband door Amsterdam-Zuidoost beëindigd.

### Uitslagen van de deelraadsverkiezingen Zuidoost
| Deelraadszetels | Deelraadszetels |
| --------------- | --------------- |
| Partij          | 2010            |
| PvdA            | 12              |
| D66-OZO         | 5               |
| VVD             | 4               |
| GL              | 4               |
| SP              | 2               |
| CDA             | 1               |
| ChristenUnie    | 1               |
| Totaal          | 29              |

De onderstreepte getallen vormen de hieruit onderhandelde bestuursmeerderheid.

### Uitslag van de stadsdeelcommissieverkiezingen Zuidoost
| Stadsdeelcommissieleden     | Stadsdeelcommissieleden | Stadsdeelcommissieleden |
| --------------------------- | ----------------------- | ----------------------- |
| Partij                      | 2018                    | 2022                    |
| GL                          | 3                       | 2                       |
| PvdA                        | 3                       | 3                       |
| VVD                         | 2                       | 1                       |
| DENK                        | 1                       | 1                       |
| SP                          | 1                       | -                       |
| 50PLUS                      | 1                       | -                       |
| D66                         | 1                       | -                       |
| BIJ1                        | -                       | 2                       |
| Bewoners Amsterdam Zuidoost | -                       | 1                       |
| VVD                         | -                       | 1                       |
| Totaal                      | 12                      | 11                      |

## Galerij

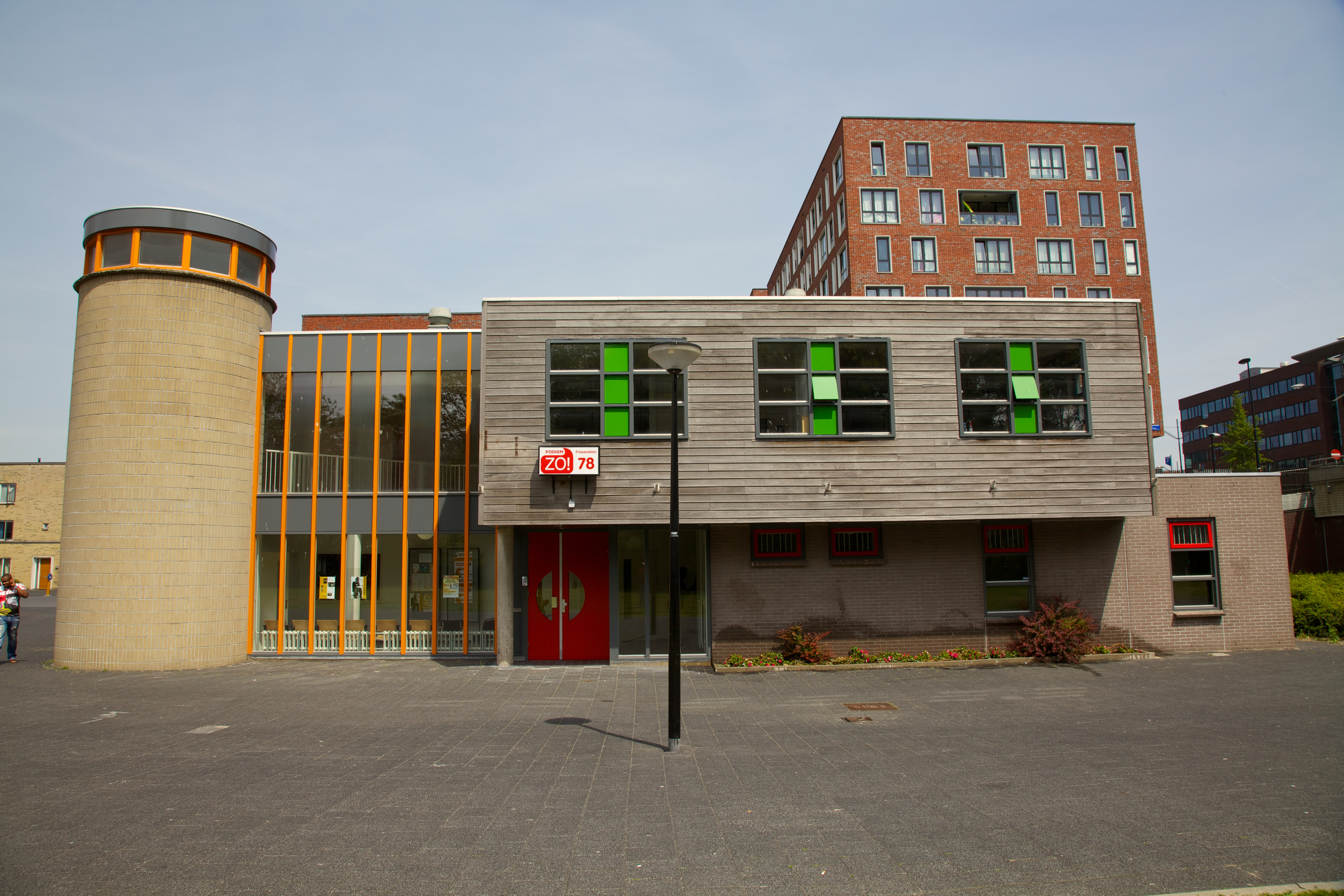
Podium ZO!, activiteitencentrum
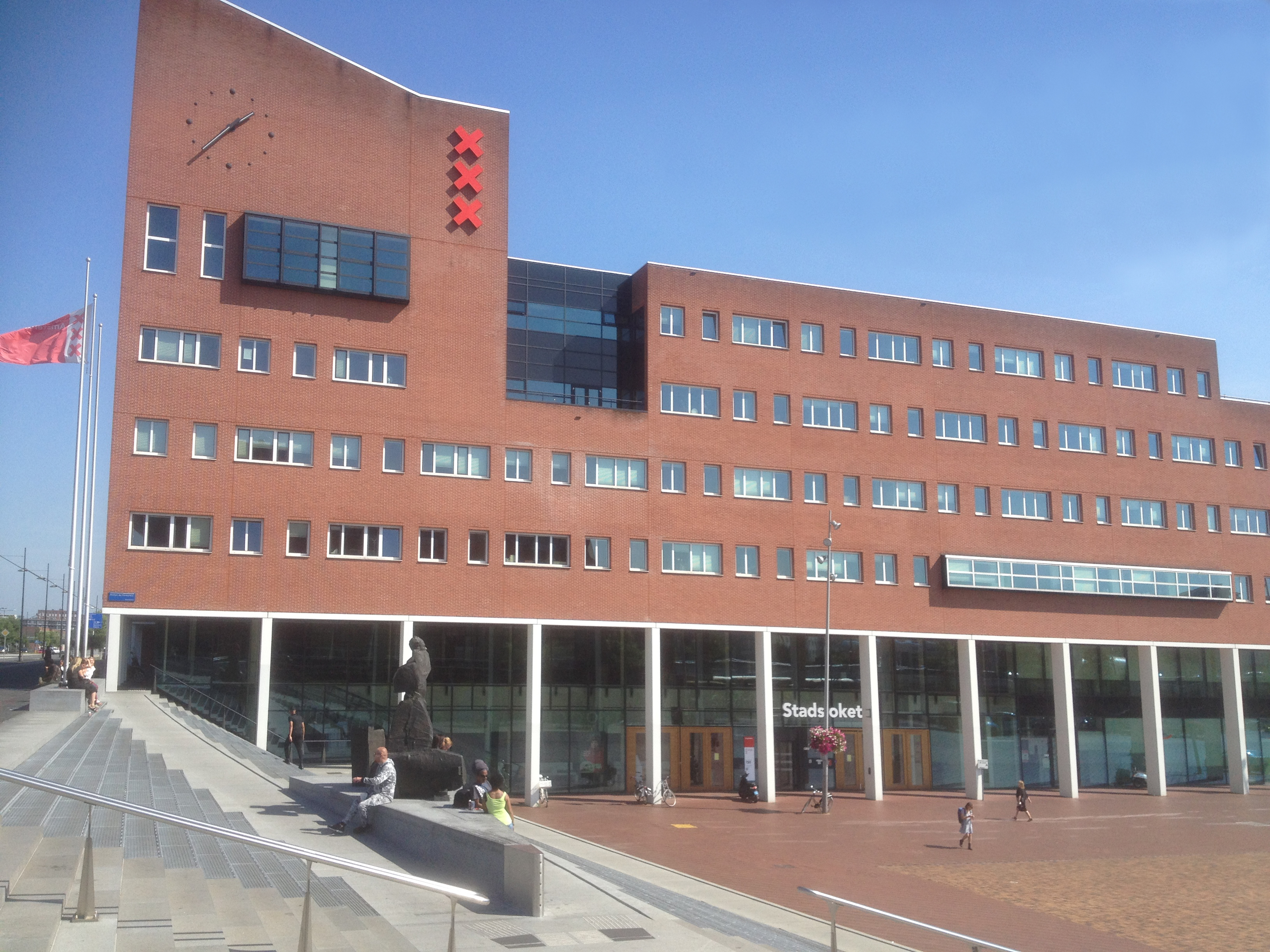
Anton de Komplein, stadsdeelkantoor
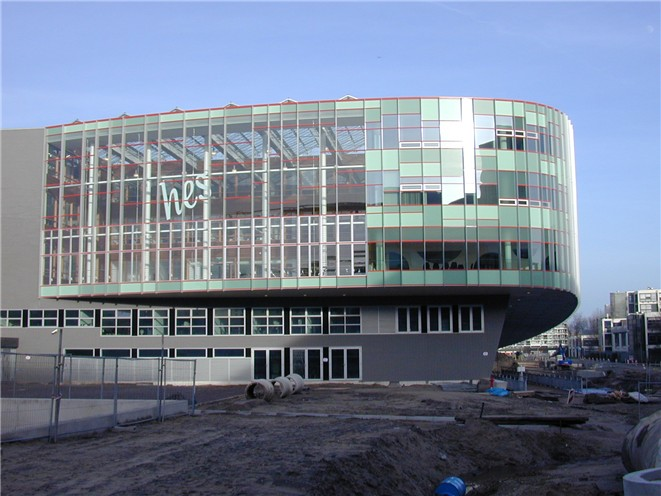
Fraijlemaborg (HES)
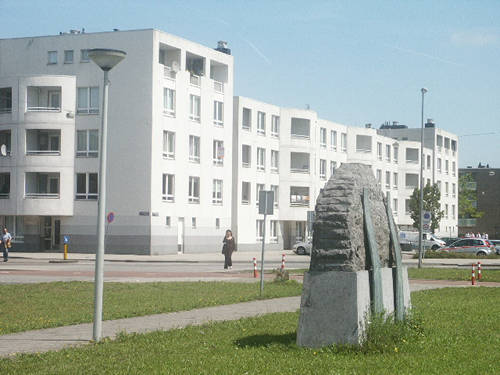
Venserpolder, kunstwerk Maria Planeta Citta, door Evert van Kooten Niekerk uit 1992
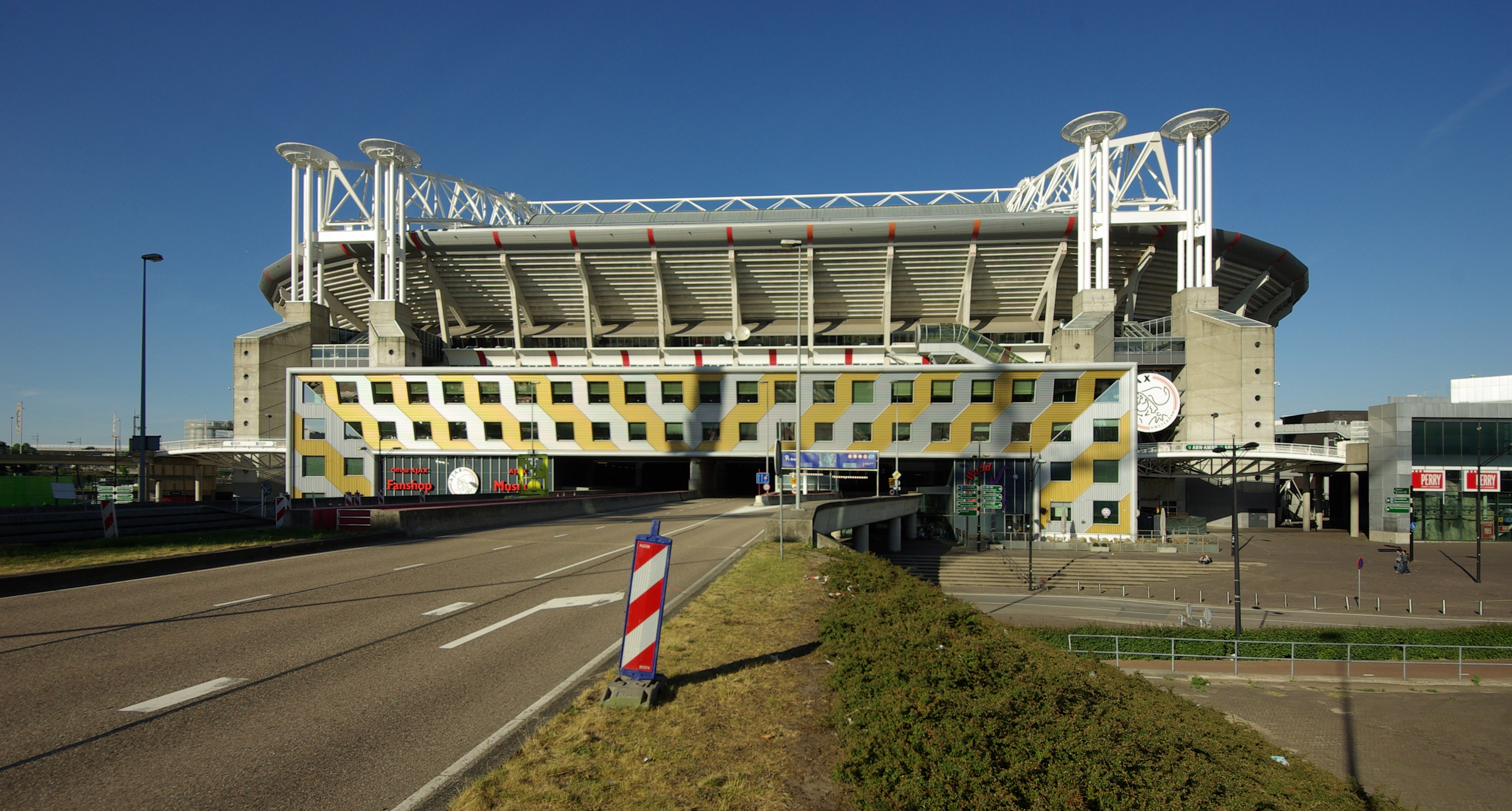
Johan Cruijff ArenA
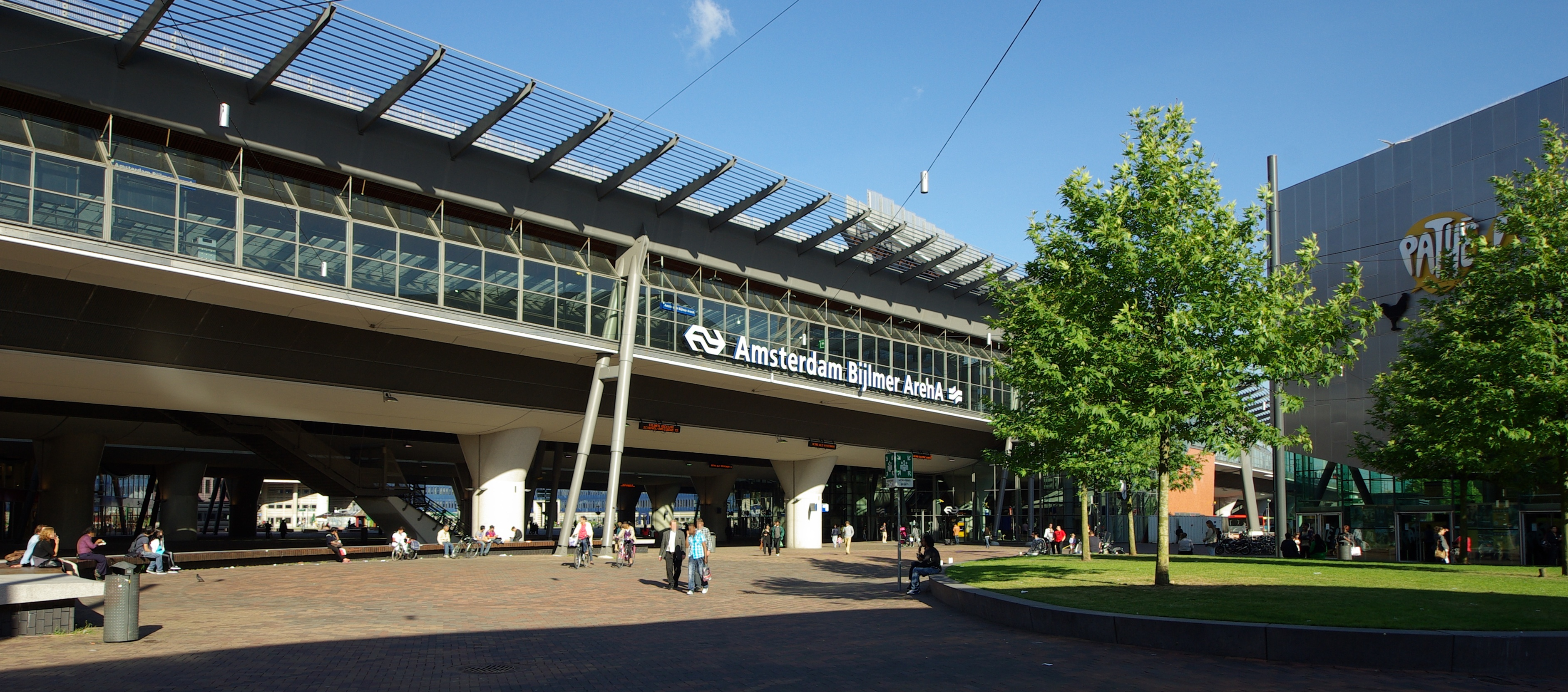
Station Bijlmer ArenA
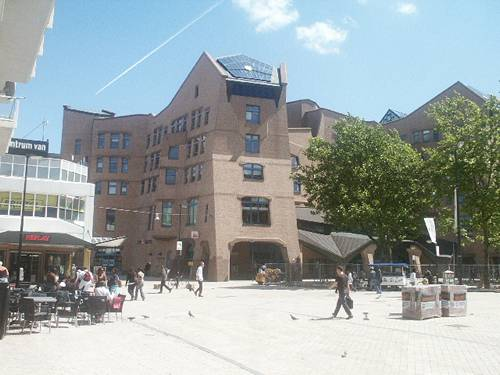
Het Zandkasteel, voormalig ING-kantoor
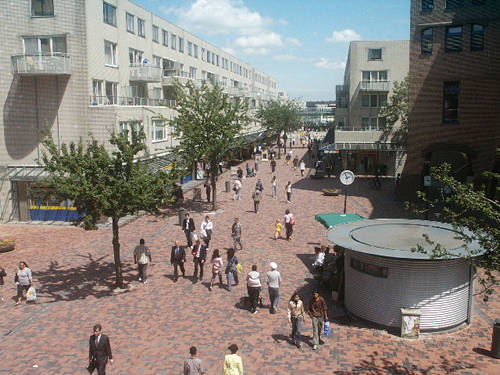
Amsterdamse Poort, Bijlmerplein
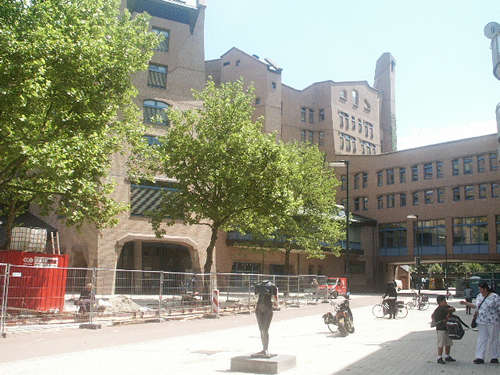
Amsterdamse Poort
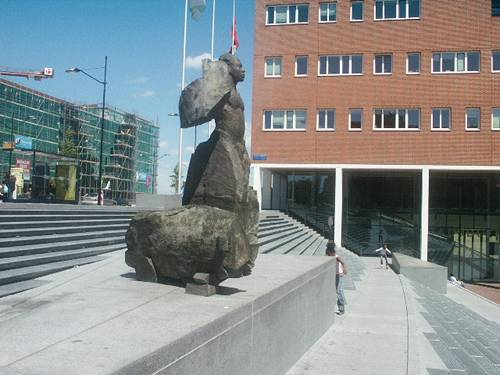
Anton de Kom-monument
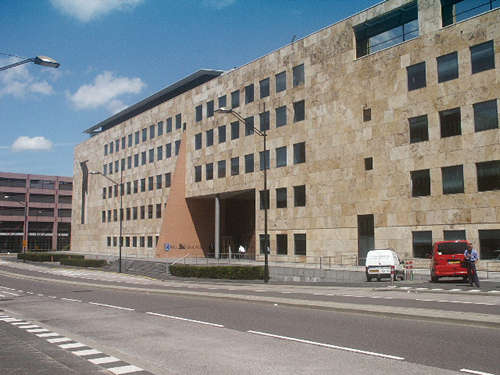
ING Bank, Foppingadreef

Centrum · Nieuw-West · Noord · Oost · West · Zuid · Zuidoost · Weesp (stadsgebied) · Westpoort (gebied)